# Igreja Paroquial de Gomes Aires
A Igreja Paroquial de Gomes Aires, também conhecida como Igreja Paroquial de São Sebastião de Gomes Aires, é um monumento religioso na povoação de Gomes Aires, no concelho de Almodôvar, na região do Alentejo, em Portugal.

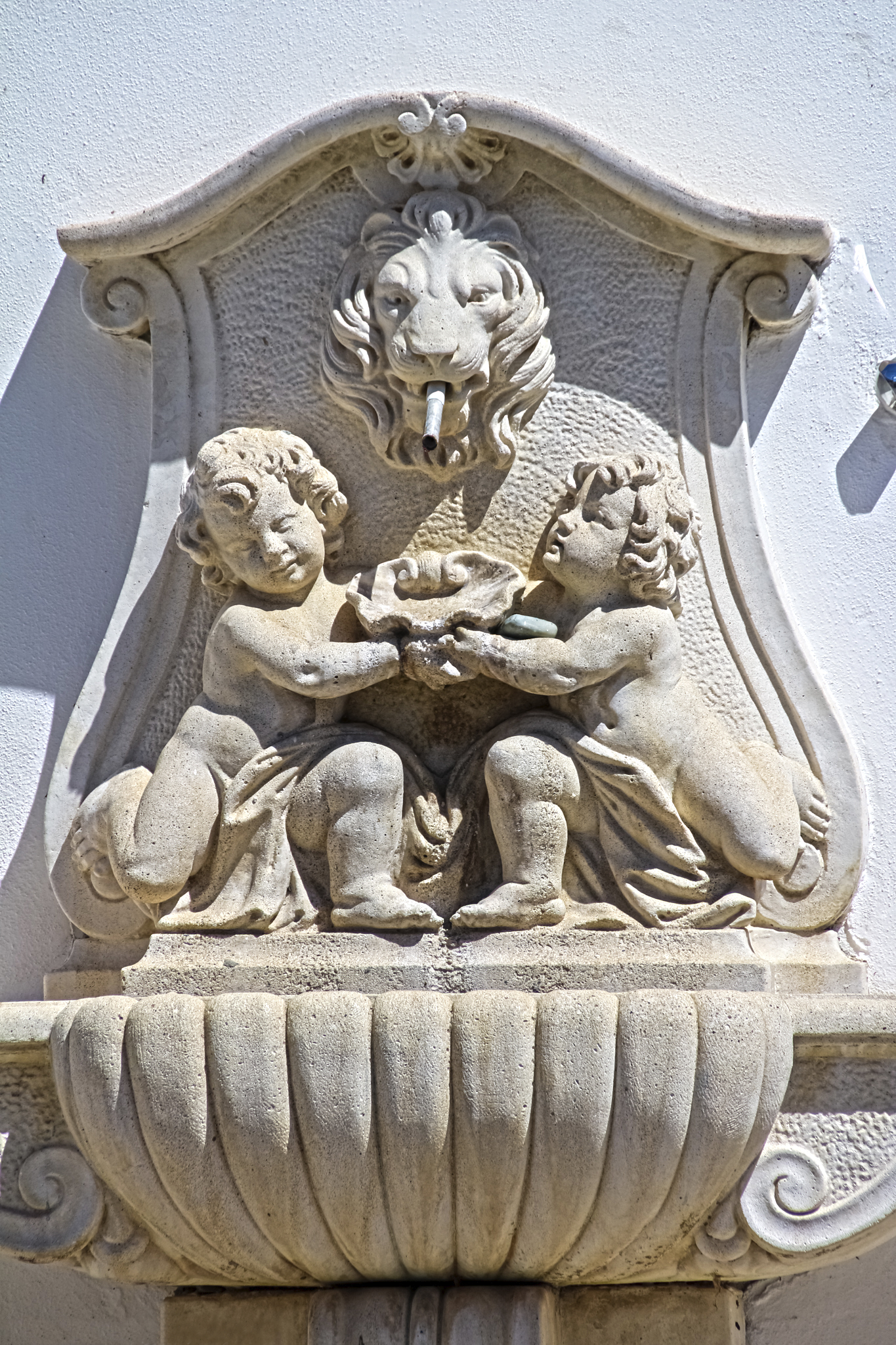
Pormenor da fonte junto à escadaria de acesso à igreja.

## Descrição e história
O imóvel situa-se no Largo da Igreja, em Gomes Aires. Integra-se nos estilos vernacular e tardo-barroco, sendo este último presente na torre sineira. No interior destaca-se o retábulo-mor, no estilo maneirista, e cujo conjunto integra quatro pinturas a óleo sobre madeira, retratando Santa Catarina, São Paulo, Santa Bárbara e São Pedro. Outro elemento de interesse é um relógio de sol datado de 1702.
Foi construído no século XVI, período do qual datam também o portal lateral e a pia baptismal. Logo na centúria seguinte foram feitas obras de remodelação, que incluíram a instalação do retábulo-mor. Foi muito danificado pelo sismo de 1755, tendo a fachada principal e torre sineira sido reconstruídos nos finais do século XVIII.